# 蟑螂娘
《蟑螂娘》是日本漫畫家以四格漫畫形式創作的日本漫畫作品。2006年起在日本社群網站mixi上公開自畫四格漫畫，2009年12月至2010年8月各發表於Comic Market77及Comic Market78的蟑螂擬人同人誌上，2011年起在芳文社的漫畫雜誌《Manga Time Kirara Carat》上連載，於2016年6月28日發售的《Manga Time Kirara Carat》2016年8月号結束連載。單行本全5卷。
由Movic製作的ONA於2012年9月14日的Niconico動畫網站發表。

## 故事
該作品主要描述來自日本「關東」地區的「小蟑」在歷經千辛萬苦後終於抵達「北海道」，為了和人類成為朋友，不管遇到甚麼困難依舊打死不退的故事。

## 登場角色
小蟑（配音：能登麻美子）
本作主角。
小蠊（配音：釘宮理惠）

## 媒體

### 漫畫
2006年起在日本社群網站上公開自畫四格漫畫，2009年12月至2010年8月各發表於Comic Market77及Comic Market78的蟑螂擬人同人誌上。2011年3月號至5月號在芳文社的漫畫雜誌《Manga Time Kirara Carat》客串連載3回，2011年9月號開始連載，於2016年6月28日發售的《Manga Time Kirara Carat》2016年8月号雜誌結束連載。
| 冊數 | 芳文社        | 芳文社                 | 銘顯文化       | 銘顯文化               |
| 冊數 | 發售日期      | ISBN                   | 發售日期       | ISBN                   |
| ---- | ------------- | ---------------------- | -------------- | ---------------------- |
| 1    | 2012年7月26日 | ISBN 978-4-8322-4174-9 | 2013年2月18日  | ISBN 978-986-327-031-7 |
| 2    | 2013年7月27日 | ISBN 978-4-8322-4326-2 | 2013年12月19日 | ISBN 978-986-327-754-5 |
| 3    | 2014年6月27日 | ISBN 978-4-8322-4453-5 | 2015年8月13日  | ISBN 978-986-460-067-0 |
| 4    | 2015年8月27日 | ISBN 978-4-8322-4605-8 |                |                        |
| 5    | 2016年7月27日 | ISBN 978-4-8322-4723-9 |                |                        |

### 動畫
由Movic统筹製作，於2011年1月宣布。后来以动画形式从2012年9月14日开始在Niconico動畫網站播放，内容改编自同人志版。片頭曲為；片尾曲為，均由能登麻美子演唱。